# Isidoro Martí Fernando
Isidoro Martí Fernando, más conocido como Flores, (Alfarrasí, 12 de mayo de 1884-Caracas, el 6 de diciembre de 1921) fue un torero español.

## Biografía
Se presenta en Madrid como novillero el 15 de julio de 1906 a los lados de Platerito y Chiquito de Begoña. Toma la alternativa en Sevilla el 28 de septiembre de 1910 apadrinado por Quinito y como testigo Rafael el Gallo frente los toros de la ganadería de Anastasio Martín. Confirma su alternativa en Madrid el 15 de septiembre de 1912 siendo su padrino el Gallo y como testigo Paco Madrid —que tomaba la alternativa—.
Fue considerado por sus contemporáneos como un buen torero, y por tener buenas maneras, la impresión de una cierta elegancia a su toreo.
El 26 de junio de 1921, en la plaza de toros de Béziers, es corneado en el pecho por un toro de la ganadería de Alipio Pérez Tabernero. Poco tiempo después, sin haberse curado totalmente de sus heridas, se embarca para Venezuela y sus heridas se agravan durante el viaje. Muere a consecuencia de sus heridas en Caracas el 6 de diciembre de 1921.